# Radioamateur en Inde
 (février 2023).

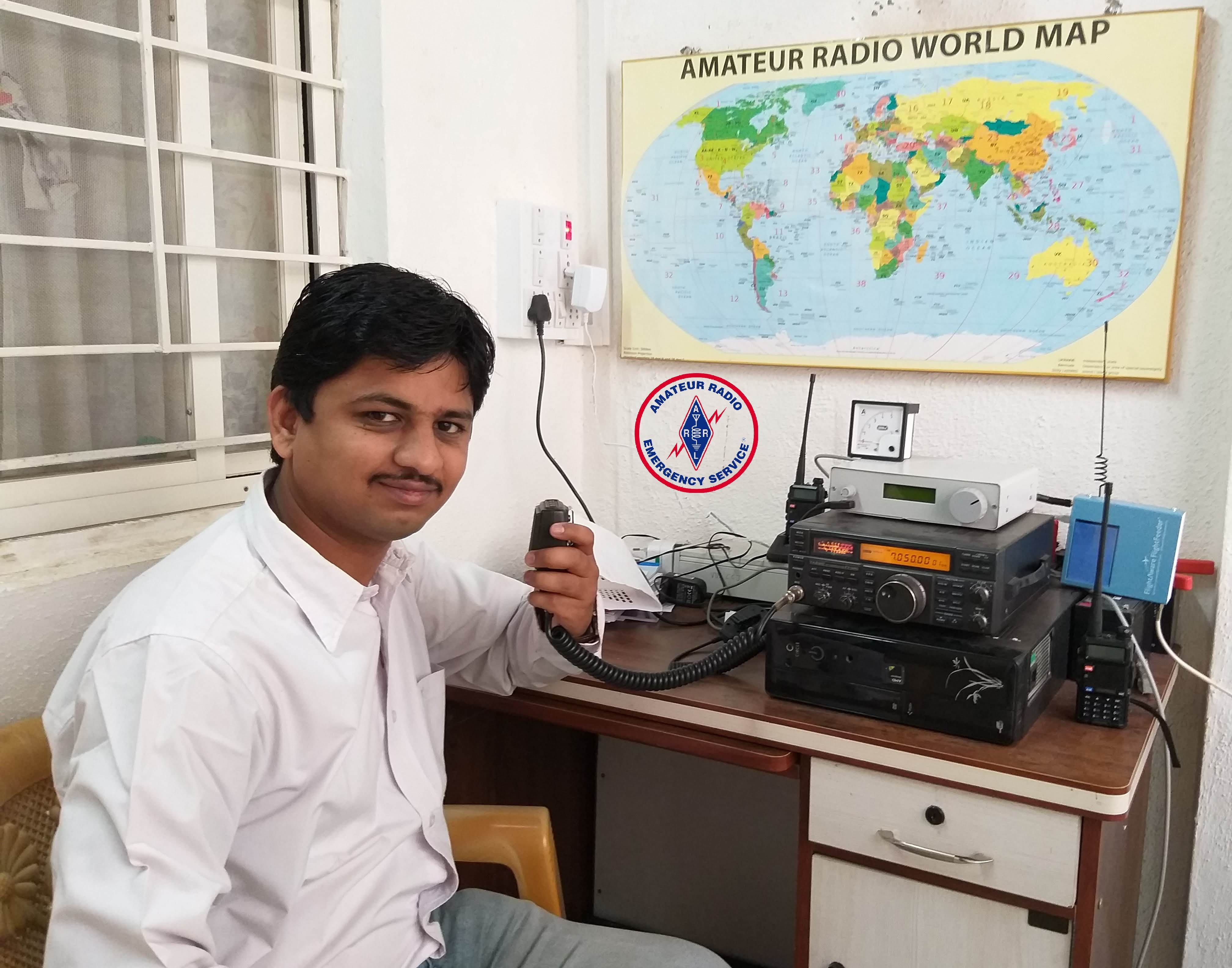
Un radioamateur à Satara en 2018.

Le radioamateurisme est pratiqué en Inde par 16 000 licenciés[source insuffisante] (chiffre de [Quand ?]).
Les radioamateurs ne sont autorisés à émettre que sur certaines plages de fréquences, appelées bandes. Les licences donnant droit d'émettre sont délivrées par le Wireless and Planning and Coordination Wing (WPC), une branche du Ministère des communications et des technologies de l'information indien. En outre, le WPC est l'autorité qui gère et alloue les spectres de fréquence. Le Indian Wireless Telegraph (Amateur Service) Rules de 1978, législation définissant les règles et conditions de la pratique du radioamateurisme en Inde, propose cinq catégories de permis.
Pour obtenir une licence dans quatre des cinq catégories, les candidats doivent passer un concours, l'Amateur Station Operator's Certificate, organisé par le WPC. Cet examen a lieu chaque mois dans les villes de Delhi, Bombay, Calcutta et Madras, tous les deux mois à Ahmedabad, Nagpur et Hyderabad et tous les quatre mois dans certaines petites villes. Il est composé d'une épreuve écrite théorique et pratique, consistant en un questionnaire écrit et une épreuve d'utilisation et de lecture du morse. Après avoir passé l'étape de l'examen, les candidats doivent passer un entretien avec la police. Après acceptation, le WPC accorde la licence après signature de l’intéressé. Cette procédure d'acquisition d'une licence peut durer jusqu'à un an. La licence est valable pour une durée maximale de cinq années.
Chaque catégorie de licence possède ses propres spécificités, qui portent sur l'attribution des fréquences autorisées, la puissance de sortie, et les classes d'émission radio.